# Fjälkinge socken
Fjälkinge socken i Skåne ingick i Villands härad, ingår sedan 1971 i Kristianstads kommun och motsvarar från 2016 Fjälkinge distrikt.
Socknens areal är 23,69 kvadratkilometer varav 23,66 land. År 2000 fanns här 2 025 invånare. Tätorten Fjälkinge med sockenkyrkan Fjälkinge kyrka ligger i socknen.

## Administrativ historik
Socknen har medeltida ursprung.
Vid kommunreformen 1862 övergick socknens ansvar för de kyrkliga frågorna till Fjälkinge församling och för de borgerliga frågorna bildades Fjälkinge landskommun. Landskommunen utökades 1952 och uppgick 1971 i Kristianstads kommun. Församlingen uppgick 2006 i Fjälkinge-Nymö församling.
1 januari 2016 inrättades distriktet Fjälkinge, med samma omfattning som församlingen hade 1999/2000.  
Socknen har tillhört län, fögderier, tingslag och domsagor enligt vad som beskrivs i artikeln Villands härad. De indelta soldaterna tillhörde Norra skånska infanteriregementet, Livkompaniet och Skånska dragonregementet, Christianstads skvadron, Majorns kompani.

## Geografi
Fjälkinge socken ligger öster om Kristianstad med Rinkaby skjutfält i sydost. Socknen är en odlad slättbygd med höjderna Fjälkinge backe och Lilles backe.

## Fornlämningar
Från stenåldern finns boplatser och två gånggrifter. Från bronsåldern finns gravhögar och skålgropsförekomster.

## Namnet
Namnet skrevs 1135 Fialkinn och kommer från kyrkbyn. Namnet är sammansatt av fjäll, 'högt berg' och kin, 'kind' syftande på höjden Fjälkinge backe..